# Christine Heindl
Christine Heindl (* 17. November 1950 in Markt Sankt Martin) ist eine ehemalige österreichische Politikerin (Grüne) und Berufsschullehrerin. Heindl war von 1990 bis 1994 Abgeordnete zum österreichischen Nationalrat. Heindl ist Berufsschullehrerin an der Berufsschule Eisenstadt.

## Leben
Heindl wurde als Tochter des Kfz-Mechanikers und Autohändlers Adolf Heindl in Markt Sankt Martin geboren. Sie absolvierte nach dem Besuch der Volksschule Markt St. Martin und der Hauptschule Stoob die Handelsakademie in Wien und legte 1970 die Matura ab. Sie besuchte danach die Berufspädagogische Akademie Wien und studierte einige Semester Pädagogik und Politikwissenschaft an der Universität Wien. Heindl arbeitete als Chefsekretärin und Berufsschullehrerin. Seit Ende ihrer politischen Karriere ist  Heindl erneut als Berufsschullehrerin tätig.

## Politik
Heindl war Mitglied des Vorstandes der Grünen Bildungswerkstatt und bis 1987 zwei Jahre lang Geschäftsführerin der Grünen Alternative Burgenland. Sie vertrat die Grünen zwischen dem 5. November 1990 und dem 6. November 1994 im Nationalrat. Heindl war Familien-, Frauen- und Bildungssprecherin des Grünen Parlamentsklubs. Aufsehen erregte Heindl, als sie während der Angelobung der Bundesregierung ihren Sohn stillte, wobei zu dieser Zeit Kindern unter 14 Jahren der Zutritt in den Saal verboten war. Die Aufregung darüber fand auch international Beachtung.